# Société de distribution d'eau de la Côte d'Ivoire
La Société de distribution d'eau de la Côte d'Ivoire ou SODECI (Société mère : SAUR - Société d'aménagement urbain et rural), est une société d'économie mixte chargée d'assurer l'approvisionnement en eau potable de la Côte d'Ivoire. La SODECI offre à la Côte d'Ivoire un service public de l'eau potable moderne, capable de faire face dans de bonnes conditions à la forte croissance de la demande et ce, tout en africanisant le plus rapidement possible le management de la société.
La Côte d'Ivoire est un pays de l'Afrique de l'Ouest dont la population représente environ 25 millions d'habitants. Abidjan en est la capitale économique avec environ 5 millions d'habitants. La forte concentration de population dans les villes (environ 45 % de population urbaine), nécessite l'existence d'une organisation forte, capable d'assurer efficacement ce service. Jusqu'à la fin des années 1950, le service public de l'eau relevait de la responsabilité d'une société d'État. Au moment de l'indépendance pour faire face au besoin, la SODECI est créée.

## Histoire

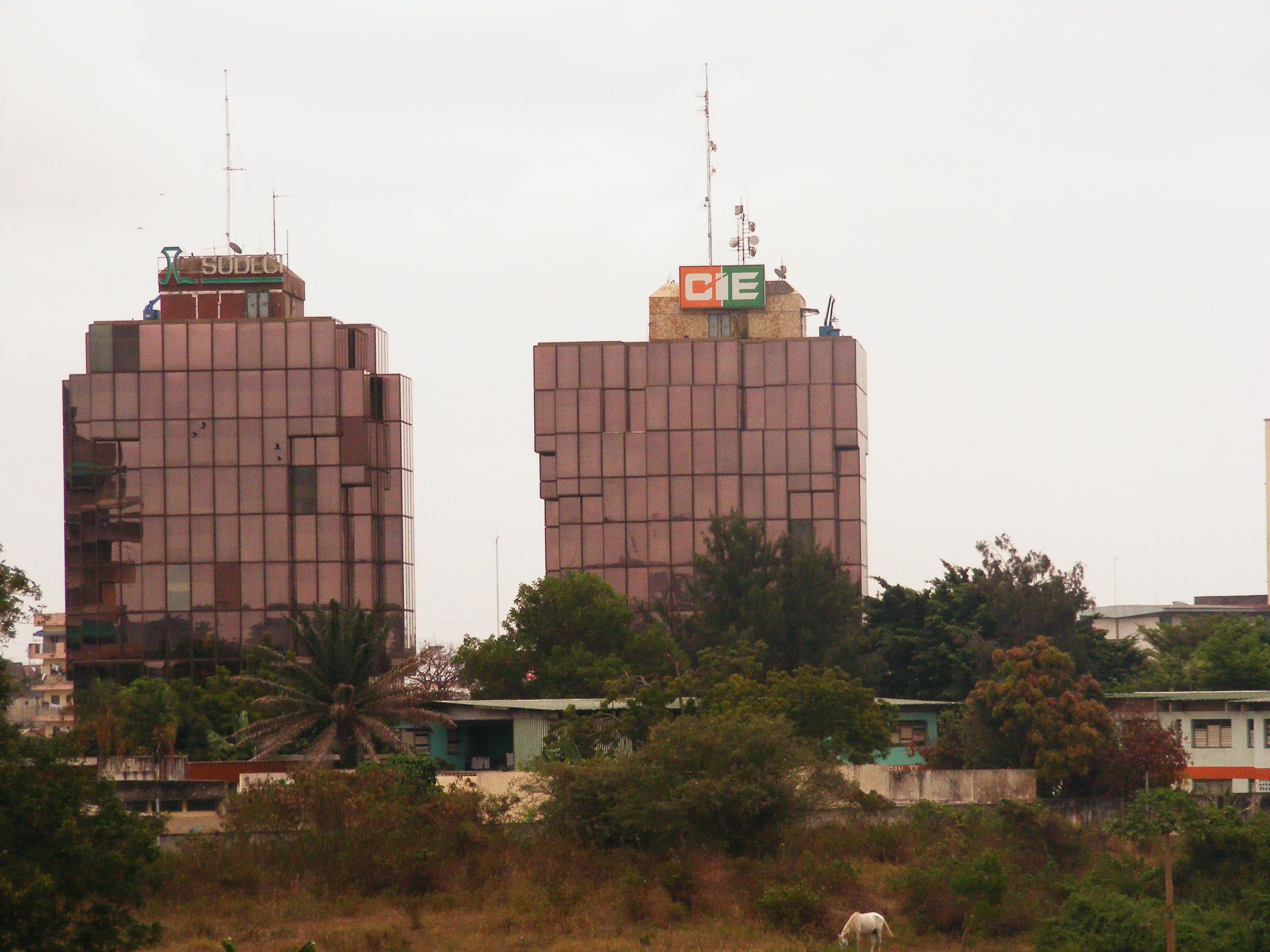
Bureaux de la SODECI, adjacent aux bureaux de la Compagnie ivoirienne d'électricité à Treichville.

La SODECI à sa création le 1er octobre 1959 avait le statut de PME qui ne gérait la distribution de l'eau que dans les environs d'Abidjan. En 1973, un programme de l'hydraulique nationale est initié. C'est à partir de ce moment-là que la SODECI prend son envol pour faire partie des plus grandes sociétés en Afrique dans son domaine.

## Organisation
Un contrat de concession d'une durée de vingt ans lie l'état et la société (renouvelé le 12 décembre 1987), La société se doit d'offrir ses services d'eau exclusivement au milieu urbain de Côte d'Ivoire. 

### L'État ivoirien
- Conserve la propriété des infrastructures ;
- élabore la politique nationale de l'eau ;
- conserve le pouvoir de décision concernant la politique tarifaire proposée par la Sodeci ;
- assure la cogestion, avec la Sodeci, du Fonds national de l'eau, destiné à financer les investissements d'infrastructures du secteur ;
- assure la supervision des travaux effectués par la Sodeci et, plus généralement, le contrôle de l'ensemble des activités de la Sodeci.

### L'entreprise
- Responsable des actifs immobilisés qui lui sont confiés ;
- Responsable de l'exploitation et de la maintenance des installations placées sous sa responsabilité dans le cadre du contrat de concession ;
- Responsable de la qualité et de la continuité des produits et services fournis ;
- Assure la cogestion, avec l'état ivoirien, du Fonds national de l'eau, destiné à financer les investissements d'infrastructures du secteur.

## Actionnariat
- 46.07 % : Finagestion
- 38.59 % : Privés ivoiriens
- 7.28 % : FCP SODECI
- 4.81 % : Sidip
- 3.25 % : État Ivoirien

## Quelques chiffres

### En 1960
- une localité desservie
- 380 000 clients
- 268 salariés
- 200 km de réseaux
- 3 000 branchements nouveaux par an

### Aujourd'hui
- plus de 400 localités desservies
- plus de 380 000 clients (soit 6,5 millions d'habitants desservis)
- plus de 2200 salariés
- environ 8 000 km de réseaux
- plus de 30 000 nouveaux branchements par an